# Sven Vermant
Sven Vermant (Lier, 4 april 1973) is een Belgisch voormalig profvoetballer die actief was tussen 1991 en 2010. Hij speelde als offensieve middenvelder voor onder meer Club Brugge en Schalke 04.

## Clubcarrière
Sven Vermant groeide op in Koningshooikt (Lier). Hij speelde aanvankelijk voor KV Hooikt (1978-1989), verhuisde dan naar KV Mechelen (1989-1993), dat in 1988 de Europacup II won, en werd getransfereerd naar Club Brugge, waar hij speelde van 1993 tot 2001. Bij Club Brugge won hij twee landstitels (1996 en 1998) en tweemaal de Beker van België (1995 en 1996). Als aanvallende middenvelder scoorde Vermant regelmatig, met een hoogtepunt van 14 goals in één kampioenschap. In zijn laatste seizoen, het eerste onder de (latere) Noorse succestrainer Trond Sollied, was hij het creatieve brein en de aanjager van het elftal.
Van juli 2001 tot mei 2005 speelde hij bij het Duitse Schalke 04 uit Gelsenkirchen waar hij uitgroeide tot kapitein. Hij won de DFB-Pokal ('Beker van Duitsland') in 2001–2002. Na Schalke 04 keerde Vermant terug naar Club Brugge om er als verdedigende middenvelder te spelen, als vervanger van de naar PSV vertrokken aanvoerder Timmy Simons. Vermant erfde ook diens nummer, zijnde 3, en speelde niet met zijn oude Brugse rugnummer 14 dat hij van 1997 tot 2001 had gedragen doch dat in die tijd aan Boško Balaban en vervolgens Grégory Dufer toebehoorde. Begin seizoen 2006–2007 werd bekendgemaakt dat hij Gert Verheyen, die er een punt achter zette, opvolgde als aanvoerder.
Op 9 december 2007 speelde Vermant zijn 400e wedstrijd voor Club, tegen Roeselare (1-2 gewonnen). Hij was slechts de negende Club speler die deze mijlpaal bereikte, enkel Franky Van der Elst, Dany Verlinden, Gert Verheyen, Jan Ceulemans, Fons Bastijns, Raoul Lambert, Vital Borkelmans en Fernand Boone deden dit voor. Boegbeeld Hector Goetinck had daar zeker bij gezeten als hij geen vijf jaar had verloren door Eerste Wereldoorlog. Hector speelde trouwens tot 41 jaar en elf maand bij FC Brugeois wat het clubrecord is. Anno 2025 staat Vermant op plaats tien omdat Timmy Simons, Hans Vanaken en Brandon Mechele hem voorbij snelden in de rangschikking.
In 2008 beëindigde Vermant zijn carrière als profvoetballer. Hij ging wel nog spelen bij eersteprovincialer FC Knokke.

### Interlandcarrière
Sven Vermant verzamelde 18 caps bij de nationale ploeg. Hij maakte ook deel uit van de selectie voor het WK 2002 in Japan en Zuid-Korea. Vermant maakte zijn debuut als Rode Duivel op 23 augustus 1995, in de wedstrijd België-Duitsland (1-2). Zijn laatste cap behaalde hij op 4 september 2004 tegen Litouwen (1-1). Vermant nam zelf afscheid van de Rode Duivels toen hij niet geselecteerd werd voor de WK-kwalificatiewedstrijd tegen Spanje, die België overigens verloor met 2-0.

## Trainerscarrière
In november 2009 tekende Sven Vermant een contract tot mei 2011 bij Club Brugge. Hij zal er die tijd assistent-coach zijn bij de beloften alsook de U19. Hij is verantwoordelijk voor de opvolging van de talenten.
Na een grondige herstructurering bij Club Brugge nam hij er met ingang van  januari 2011 de positie van Sports Manager op. Op 23 mei 2012 beslisten ze gezamenlijk om een einde te maken aan de samenwerking. Nadien ging hij aan de slag bij het jeugdelftal.
In januari 2018 werd hij aangenomen bij Waasland-Beveren als vervanger voor Philippe Clement die aangenomen werd als hoofdtrainer bij Racing Genk. In mei 2018 werd hij alweer ontslagen door Waasland-Beveren.
In mei 2022 werd aangekondigd dat Vermant de assistent van Bob Browaeys zou worden bij België –17. Vermant werkte op dat moment al voor de KBVB: bij België –16 was hij verantwoordelijk voor de individuele ontwikkeling van de spelers. Vermant bleef assistent bij België –17 tot in het voorjaar van 2024.
Een klein jaar na zijn vertrek bij België –17 maakte Vermant zijn comeback bij de KBVB: in februari 2025 werd hij aangesteld als bondscoach van België –19.

## Huwelijk
Vermant is getrouwd met Stefanie Van Vyve (Miss Belgian Beauty 1996 en kleindochter van Club Brugge-speler Marcel Van Vyve) en heeft een dochter, Elena Vermant (° 1999) en een zoon, Romeo Vermant (° 2004) die ook voetbalt.

## Opleiding
- Diploma Boekhouder-Informaticus.
- Seizoen 2008-2009: Trainersdiploma Uefa B van de KBVB behaald.
- Seizoen 2008-2009: Stage -14 Club Brugge, alsook stage Nationale Ploeg -15.
- Seizoen 2009-2010: UEFA A behaald.
- Seizoen 2013: UEFA PRO LICENSE

## Clubstatistieken
| Seizoen | Club        | Land               | Competitie                | Duels | Doelp. |
| ------- | ----------- | ------------------ | ------------------------- | ----- | ------ |
| 1991/92 | KV Mechelen | Vlag van België    | Eerste klasse             | 1     | 0      |
| 1992/93 | KV Mechelen | Vlag van België    | Eerste klasse             | 20    | 4      |
| 1993/94 | Club Brugge | Vlag van België    | Eerste klasse             | 29    | 5      |
| 1994/95 | Club Brugge | Vlag van België    | Eerste klasse             | 31    | 12     |
| 1995/96 | Club Brugge | Vlag van België    | Eerste klasse             | 31    | 6      |
| 1996/97 | Club Brugge | Vlag van België    | Eerste klasse             | 26    | 4      |
| 1997/98 | Club Brugge | Vlag van België    | Eerste klasse             | 30    | 6      |
| 1998/99 | Club Brugge | Vlag van België    | Eerste klasse             | 31    | 7      |
| 1999/00 | Club Brugge | Vlag van België    | Eerste klasse             | 32    | 13     |
| 2000/01 | Club Brugge | Vlag van België    | Eerste klasse             | 33    | 13     |
| 2001/02 | Schalke 04  | Vlag van Duitsland | Bundesliga                | 28    | 0      |
| 2002/03 | Schalke 04  | Vlag van Duitsland | Bundesliga                | 23    | 4      |
| 2003/04 | Schalke 04  | Vlag van Duitsland | Bundesliga                | 25    | 2      |
| 2004/05 | Schalke 04  | Vlag van Duitsland | Bundesliga                | 22    | 0      |
| 2005/06 | Club Brugge | Vlag van België    | Jupiler League            | 32    | 1      |
| 2006/07 | Club Brugge | Vlag van België    | Jupiler League            | 27    | 3      |
| 2007/08 | Club Brugge | Vlag van België    | Jupiler League            | 13    | 1      |
| 2008/09 | FC Knokke   | Vlag van België    | Eerste Provinciale W.-Vl. | 28    | 10     |
| 2009/10 | FC Knokke   | Vlag van België    | Eerste Provinciale W.-Vl. | 18    | 13     |